# Шурпа
Шурпа — традиційний суп в багатьох країнах Центральної Азії, Близького Сходу, Балкан. Інші варіанти мовлення слова: шурва, шурво, чорба, чорбо. Перекладається з арабської як «соус» Як правило, юшка з грубо нарізаними шматками м'яса, картоплі та моркви. М'ясний суп, з прозорою або напівпрозорою юшкою. Існують 3 варіанти приготування шурпи:
- Кайнатма шурво[1] (перекл. з узб. — «варена шурпа»), все вариться в одному баняку.
- Ковурма шурво (перекл. з узб. «смажена шурпа»), м'ясо вариться, потім підсмажується разом з овочами і додається до бульйону. Особливістю приготування є те, що м'ясо перед тим як варитися обов'язково смажиться до повної або часткової готовності. Часом смажиться і частина овочів — переважно цибуля, морква. В шурпу кладуть крупи, але нерідко додаються сухофрукти.
- Шурво -піті. — готується шляхом томління

М'ясо для шурпи буває баранина або яловичина. В залежності від регіону в шурпу можуть додаватися додаткові інгредієнти: В Самарканді (Узбекистан) — «Нохут шурво» (шурпа з нутом), або Шурпа з гарбузом в Таджикистані — «Каду шурво». Шурпу подають як цільний суп, але ж окремо дають тарілки щоб можна було на них покласти м'ясо та великі шматки картоплі або моркви. Шурпа, плов та самса — неодмінні частини узбецького дастархана.